# کولتور (روستا)
کولتور (به لاتین: Koltur) روستایی کوچک در جزیره هستور است. این روستا تنها ۱ نفر جمعیت دارد.